# Paul Biva
Pour les articles homonymes, voir Biva.
Paul Biva, né le 19 septembre 1851 à Montmartre, et mort le 13 juin 1900 à Avon (Seine-et-Marne) est un peintre français.

## Biographie
Paul Biva et son frère aîné Henri Biva (et wikipédia anglophone Henri Biva) (1848-1929, Paris) sont issus d’une famille originaire d’Alsace et des Grisons. Leur père, Charles Biva (1821, Mulhouse – 1884, Paris) est dessinateur. En 1845 ce dernier s’établit à Montmartre où il crée un atelier de dessin industriel qui produit des motifs pour tissu, papier peint, etc. Le premier apprentissage et les premiers travaux des deux frères Biva sont de dessiner pour l’entreprise familiale. La délicatesse et la sûreté des traits, des couleurs, des compositions des bouquets de fleurs et des natures mortes de Paul Biva viennent en partie de cette formation particulière, qui s’inscrit aussi dans le contexte artistique du Montmartre de l’époque.
Outre le poids du travail pour l’entreprise familiale, Paul Biva est incorporé en 1870 dans la Garde Nationale pour un service militaire obligatoire, au cours d’une période politique et sociale difficile : la guerre vient de prendre fin, la période insurrectionnelle de la Commune de Paris s’ouvre.
Après le Salon de 1878, Paul Biva expose pratiquement sans discontinuer au Salon des artistes français jusqu’en 1901, et dans de nombreux autres salons à Paris et en Province.

## Œuvre
Son héritage artistique mêle la tradition baroque des natures mortes hollandaises, la simplicité de Jean-Baptiste-Siméon Chardin (1699-1779), redécouvert un peu plus tôt par le milieu artistique, et l’énergie des peintres réalistes après la biennale du Salon de 1850. Par la suite Paul Biva sera sensible au mouvement impressionniste des années 1870.
L’influence de l’environnement spécifique de Montmartre joue également, comme l'exprime André Roussard : 
« Du Romantisme des années 1830 au Surréalisme des années 1920, on peut affirmer que Montmartre a été à l’origine ou en tout cas impliqué dans la période créative des différents mouvements qui se sont succédé. Et surtout, de 1850 à 1914, se trouvaient réunis ici un ensemble de peintres et d’artistes, de poètes, d’écrivains et de musiciens sans équivalent dans l’histoire, qui ont révolutionné les arts et plus spécialement les arts plastiques. Ils ont vécu dans une ambiance artistique et un bouillonnement intellectuel qui n’existera sans doute jamais plus avec une telle intensité. »

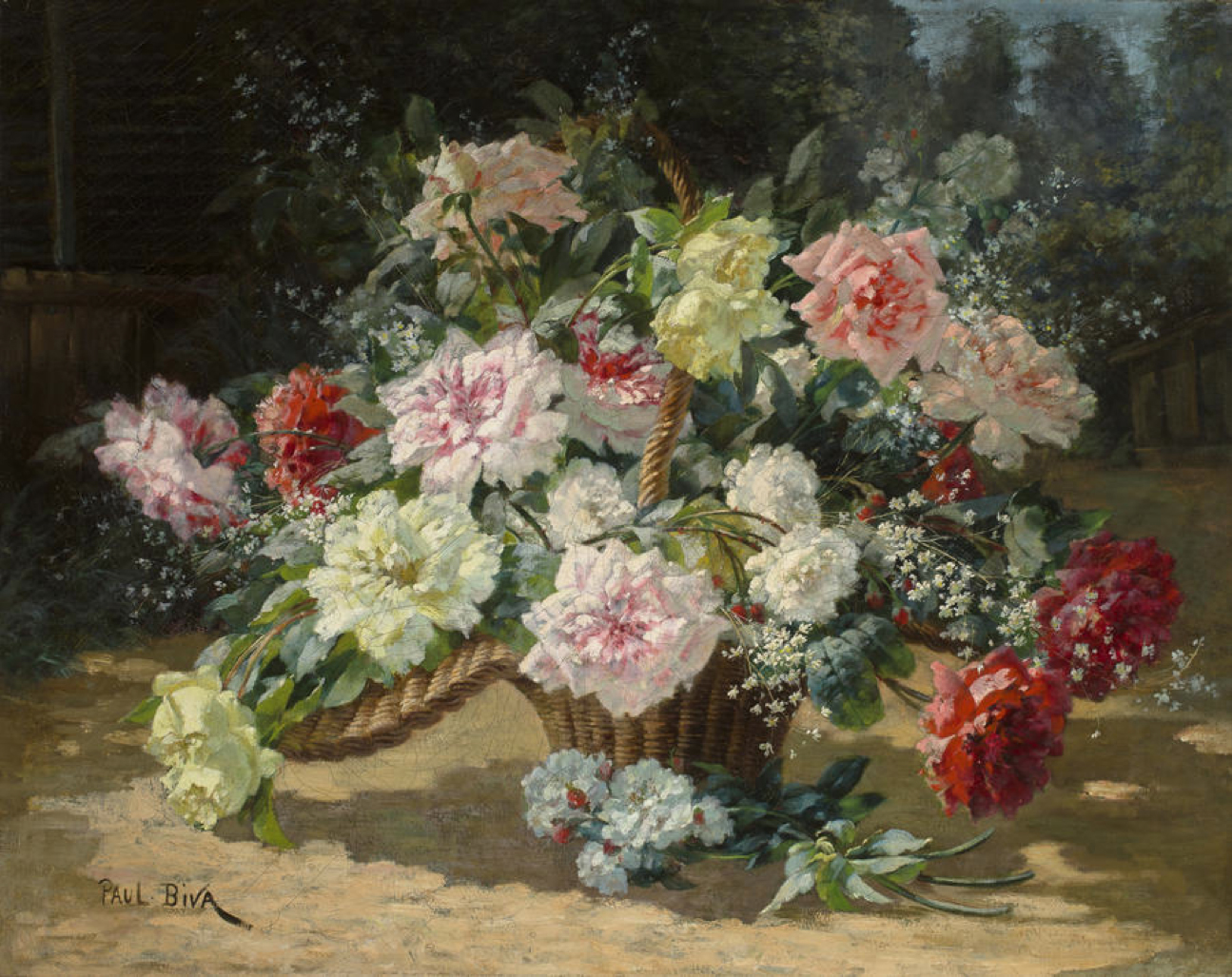
Paul Biva, A basket of roses (Fresh from the garden), huile sur toile,

De sa première exposition au Salon des artistes français de 1878 jusqu’à sa mort, les œuvres de Paul Biva ont toujours été reconnues et appréciées du public et des critiques, comme en témoignent les articles commentant les nombreuses expositions auxquelles il participe.
Ses sujets de prédilection sont les fleurs, et tout particulièrement les roses et les pivoines. Le coloriste sait faire jouer la lumière sur des corolles subtilement nuancées, utiliser des contrastes vigoureux mettant en relief les teintes expressives de ses fleurs. 
« M. Paul Biva, paysagiste et surtout peintre de fleurs, était en ce genre un des artistes les plus habiles et les plus brillants de notre époque ; ses colorations étaient toujours, sans jamais dépasser la mesure du naturel, vives et éclatantes, et ses motifs harmonieusement composés […] de nombreux paysages d’une tonalité toujours fraîche, des fleurs et des fruits, qui étaient fort remarqués et recherchés des amateurs. » (Bulletin des Sociétés artistiques de l’est, 1900.)
À côté de son œuvre peint, le talent de dessinateur de Paul Biva se révèle aussi dans les dessins reproduisant ses tableaux qu’il réalise pour le catalogue illustré du Salon des artistes français

## La famille Biva

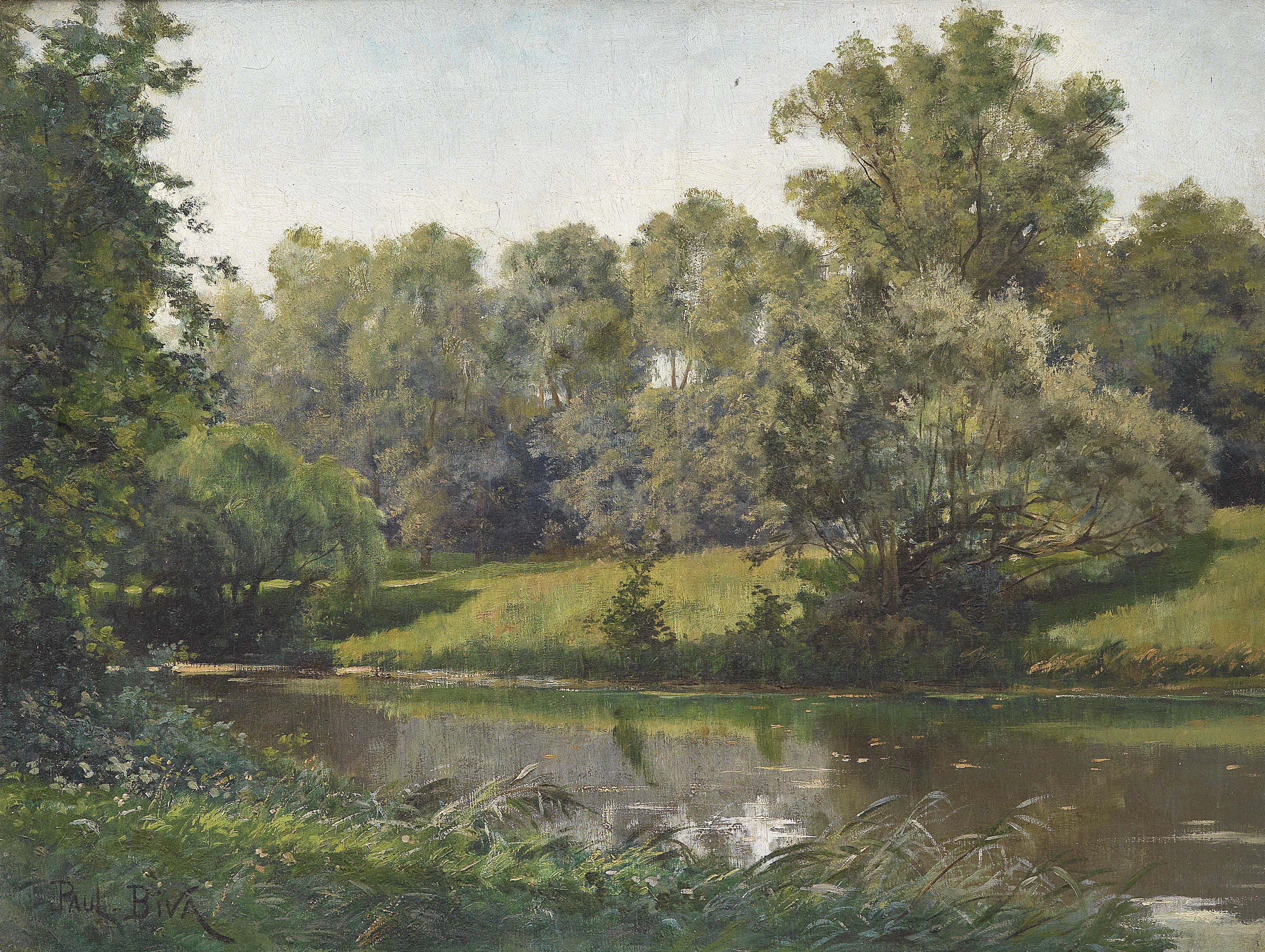
Paysage (La rivière), huile sur toile,

La littérature critique mêle souvent les deux frères, l’œuvre de Paul étant parfois assimilée à celle d'Henri Biva, l’aîné ayant eu une vie plus longue de 30 années, et une production plus abondante de ce fait. La « Causerie » de Jacques Mauprat dans le Progrès Illustré du 18 février 1894, mentionne les « fleurs des deux Biva » exposées au Salon Lyonnais, et en 1993, Élisabeth Hardouin-Fugier et Étienne Grafe, dans leur ouvrage Les Peintres de Fleurs en France, de Redouté à Redon, mentionnent à plusieurs reprises « Biva » sans préciser lequel, bien que plusieurs  de leurs tableaux, soient reproduits dans leur livre. Or l’œuvre des chacun des deux frères s'est progressivement différenciée.
Si Paul Biva, en 1873, très jeune et influencé par le goût de l’époque pour les scènes de genre et les paysages, choisit de peindre des  paysages qui peuvent évoquer ceux de Jean-Baptiste Corot, il  va par la suite explorer d'autres voies et d'autres sujets.
À Paul donc, les fleurs de plus en plus expressives, vigoureuses tout en étant délicates et pleines de fraîcheur, à Henri, les sous-bois et étangs minutieux aux éclairages recherchés. Mais il est certain qu’une histoire artistique familiale commune est sensible, qui perdurera chez leurs proches et leurs descendants. L’épouse de Paul Biva, Julienne Jouatte, nièce du peintre Alphonse Jouatte (1827-1892), exposera aussi au Salon en 1883 une Nature morte aux fruits.
Leur fille, Jeanne Biva, élève de Victor Marec et de Paul Biva, fit partie de la première classe mixte à l’École des beaux-arts de Paris en 1897, où elle eut William Bouguereau comme professeur. Elle expose des pastels au Salon des artistes français en 1908 (Boules de neige), 1910 (Boules de neige et muguet), 1912 (Renoncules) et 1913 (Anémones).
Leur petite-fille, Huguette Graux-Berthoux (1917-2003) étudiera à l'École de dessin de Suzanne et Gigi Coutant, puis à l'École des beaux-arts de Paris, et exposera au Salon des artistes français et dans de nombreux Salons à Paris et en province.
Le fils d’Henri Biva, Lucien Biva (1878-1965), peintre à son tour, émigra aux États-Unis en 1919 où il prit la nationalité américaine.
Charles Biva, Henri Biva, Paul Biva, Julienne Jouatte, Lucien Biva et Huguette Berthoux-Graux sont mentionnés dans le Dictionnaire Bénézit.

## Galerie

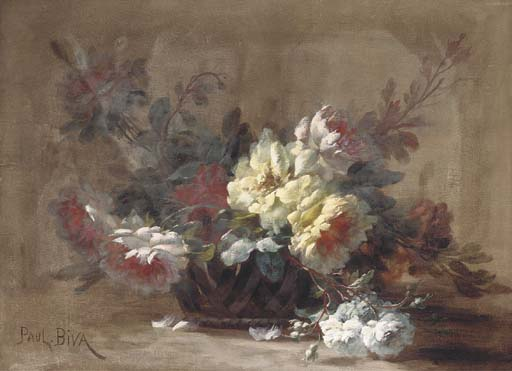
Nature morte (Still life of roses in a cut-glass bowl), huile sur toile, 54,2 × 73,4 cm
Roses in a vase with a silver casket on a ledge, huile sur toile, 53,3 × 46,3 cm
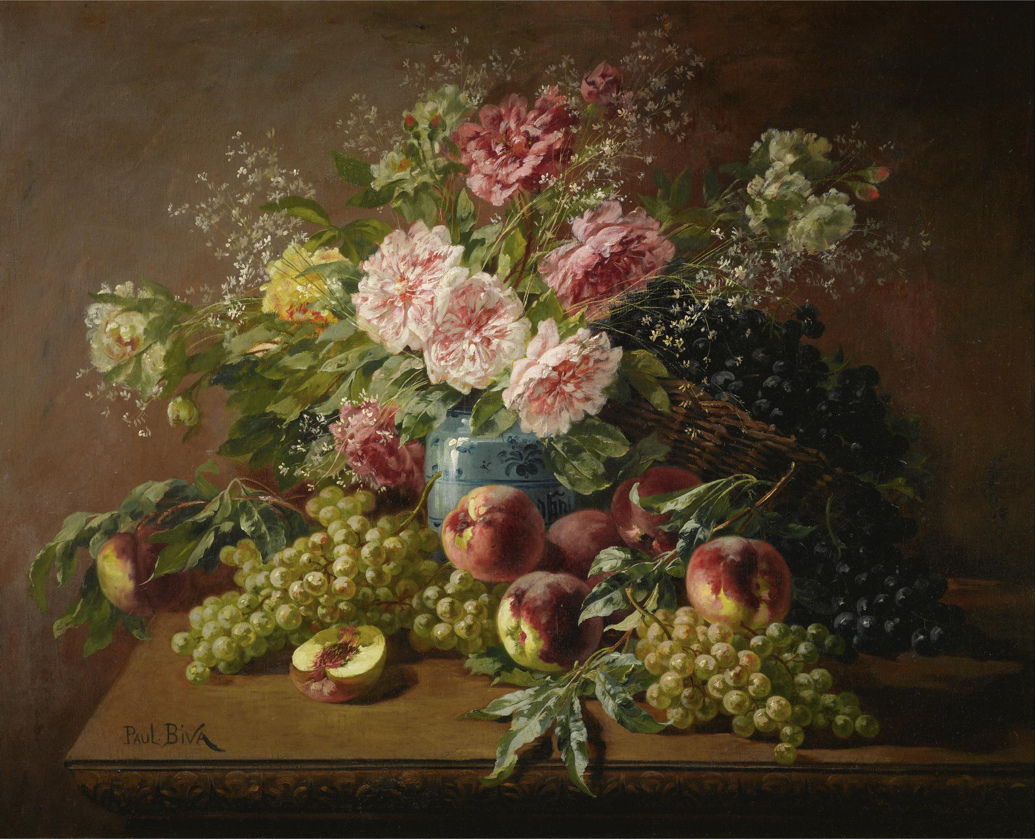
Nature morte avec fleurs, pêches et raisins (Still life with flowers, peaches and grapes), huile sure toile, 91,4 × 73,7 cm
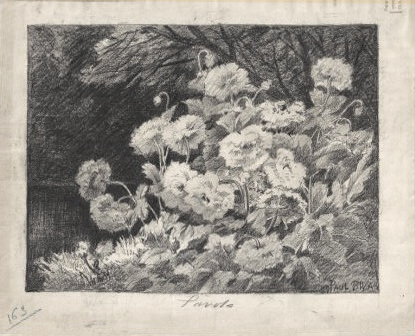
Pavots, crayon. Dessin publié dans le catalogue illustré du Salon des Artistes Français de 1889, coll. privée
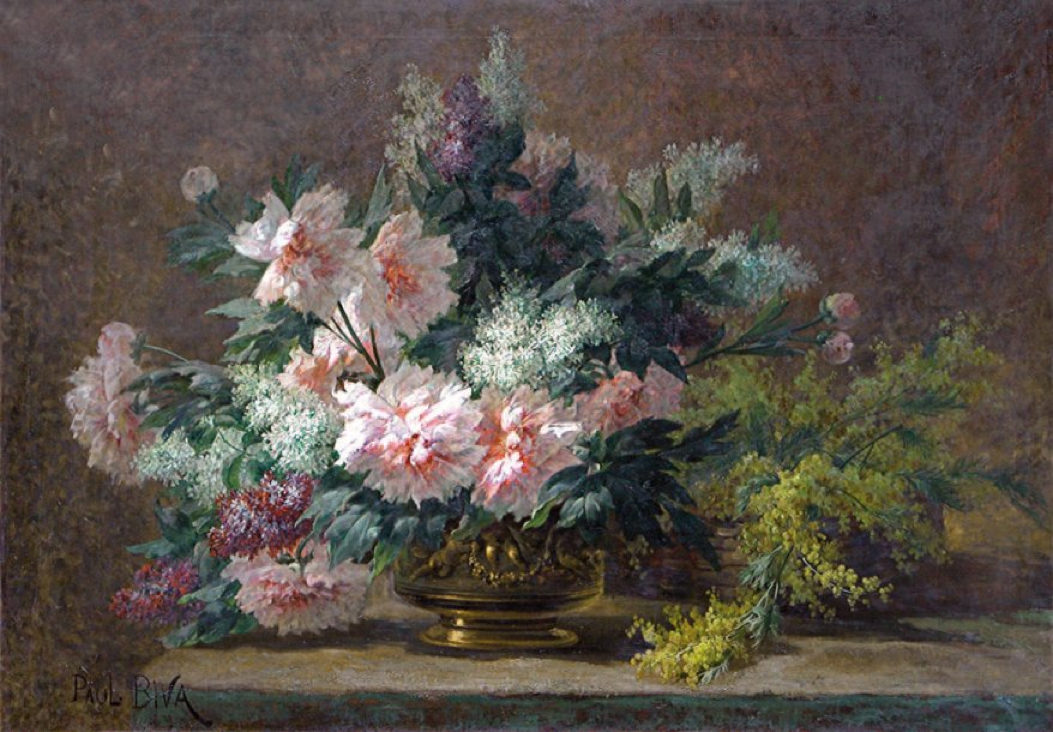
Pivoines et mimosa dans un vase en cuivre, huile sur toile signée en bas à gauche, 114 × 163 cm
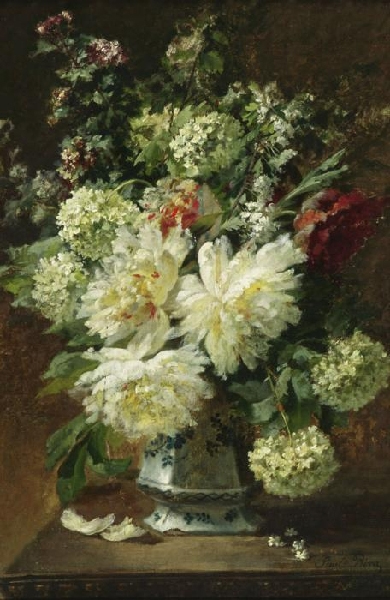
Nature morte avec des fleurs (Blumenstilleben), huile sure toile, 78 × 52,5 cm
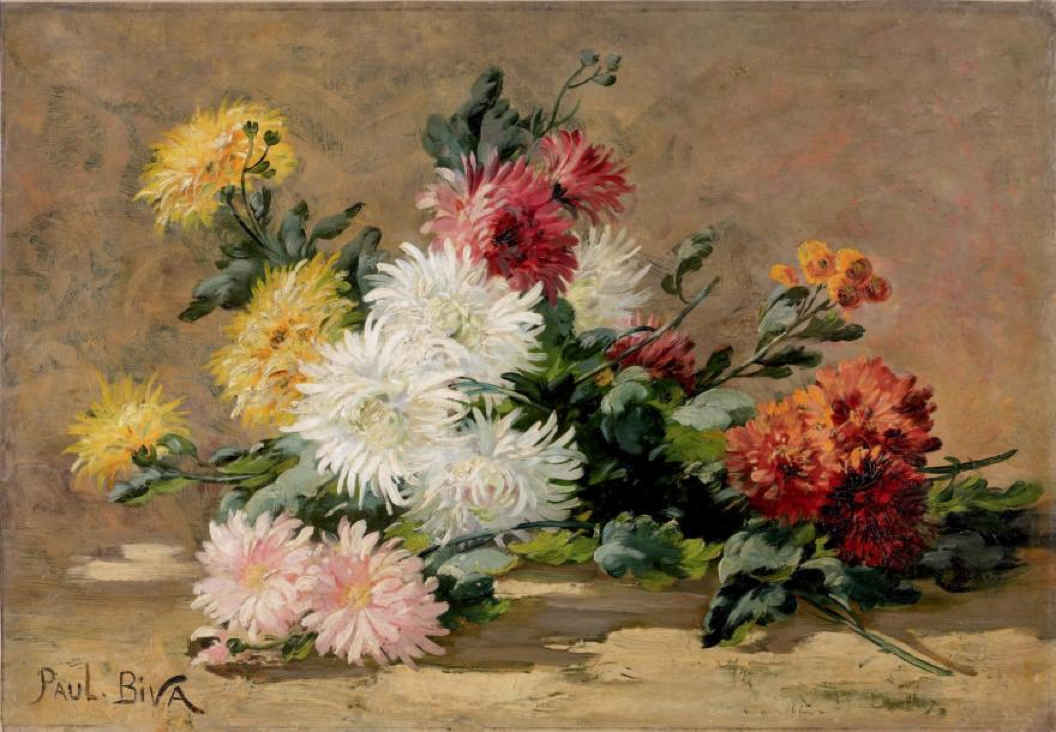
Fleurs, huile sur toile, signée en bas à gauche, 38,5 × 55 cm
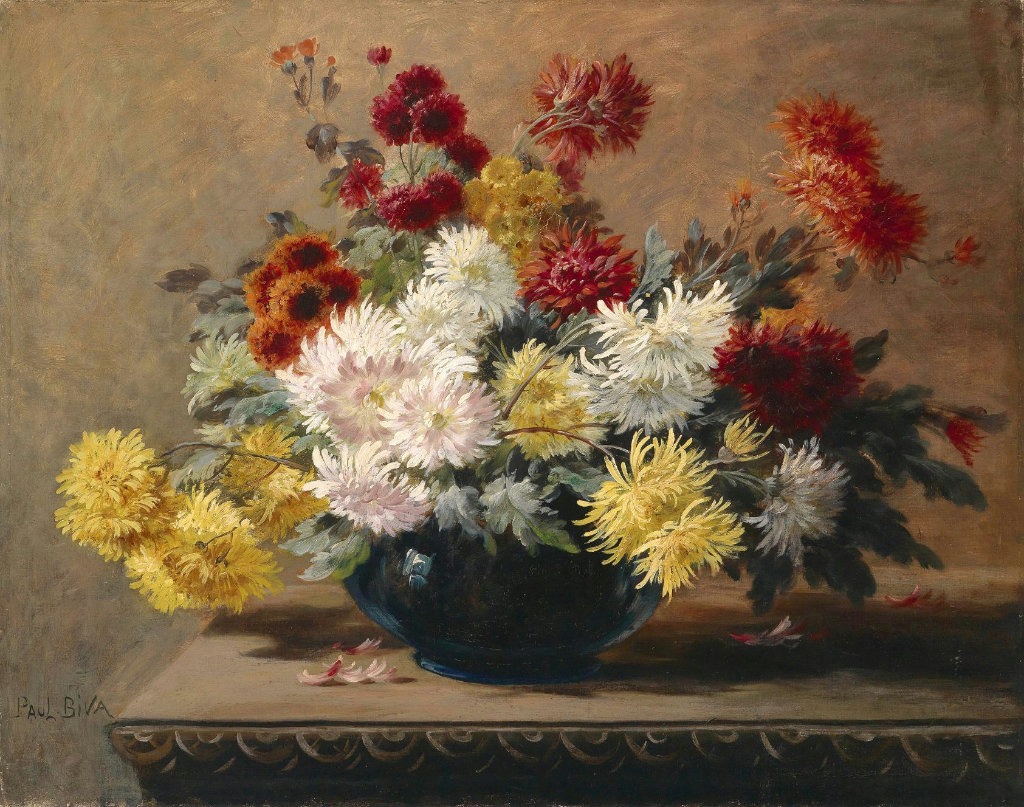
Astern in Vase, huile sur toile, 60 × 74 cm

## Musées
- Le matin à Villeneuve l’Étang, avant 1873, musée des beaux-arts de Troyes
- Roses, 1889, musée Gétraud, Barbezieux-Saint-Hilaire (Charente)
- Corbeille de Pivoines, avant 1892, musée d'art et d'histoire de Saint-Brieuc
- Les Roses, Salon de 1896, musée des beaux-arts de Dijon[15]
- Les Pavots, Salon des artistes français de 1898, musée des beaux-arts et d'archéologie Joseph-Déchelette, Roanne
- Pivoines, mairie d’Isdes, (Loiret)
- Dahlias, musée des beaux-arts d'Angoulême

Des œuvres de Paul Biva sont également conservées au Château de Dieppe, au musée des beaux-arts de Rouen et au musée des beaux-arts de Tourcoing.

## Salons

### Salon des artistes français
- 1878 - Le matin à Villeneuve l’Étang
- 1879 - Dans le parc, L’Étang de Villeneuve l’Étang, Anémones (gouache)
- 1880 - Pensées
- 1881 - Fruits, Provisions
- 1883 - Fleurs et fruits
- 1884 - Dans le parc de Villeneuve l’Étang, le matin
- 1889 - Roses
- 1890 - Pivoines, Dans la vallée de Brunoy
- 1891 - Panier de roses
- 1892 - Pivoines
- 1893 - Roses, Pavots
- 1894 - Porte fleurie, Fleurs de printemps
- 1895 - Pavots
- 1896 - Roses, Pavots
- 1897 - Fleurs de printemps, Pavots
- 1898 - Roses trémières, Pavots
- 1899 - Fleurs de Printemps, Pavots
- 1900 - Floraison d’un matin
- 1901 - Pavots au clair de lune

#### Expositions
- Le Chemin en campagne, dans l'exposition « Maîtres et petits Maîtres du XIXe siècle », Galerie René Drouin, Paris, octobre 1942.